# Hipposideros lylei
Hipposideros lylei — є одним з видів кажанів родини Hipposideridae.

## Поширення
Країни поширення: Китай, Малайзія, М'янма, Таїланд, В'єтнам. Пов'язаний з вапняковими печерами. Може зустрічатися в порушених і фрагментованих областях, в тому числі сільськогосподарських угіддях. 

## Загрози та охорона
Немає серйозних загроз для цього виду. Як відомо, мешкає в деяких охоронних територіях.